# OTHレーダー

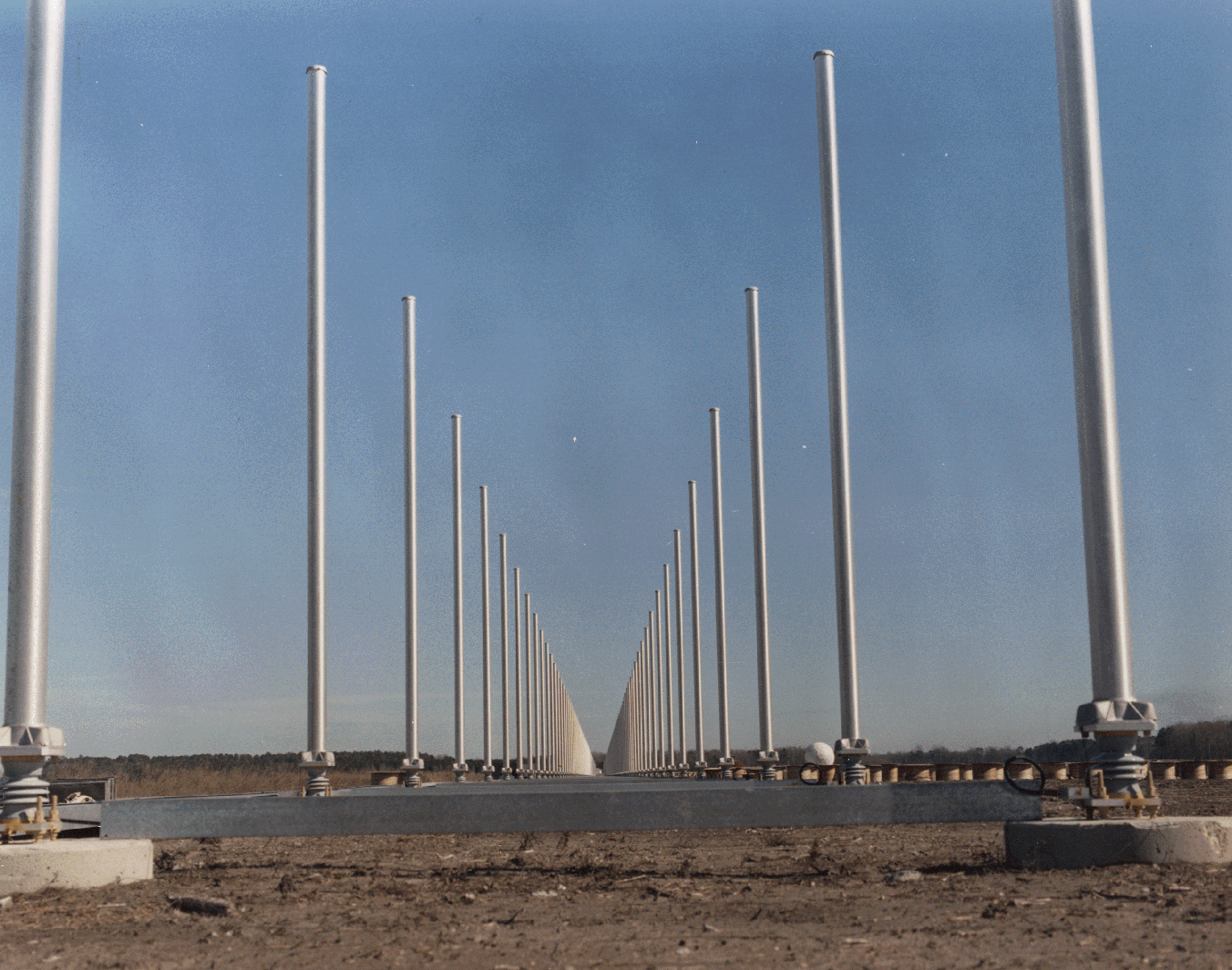
アメリカ海軍が運用するAN/TPS-71 ROTHRのレーダーアンテナ。

OTHレーダー (over the horizon radar) は、水平線以遠を観測するレーダーシステムである。超水平線レーダーとも呼ばれる。

## 概要

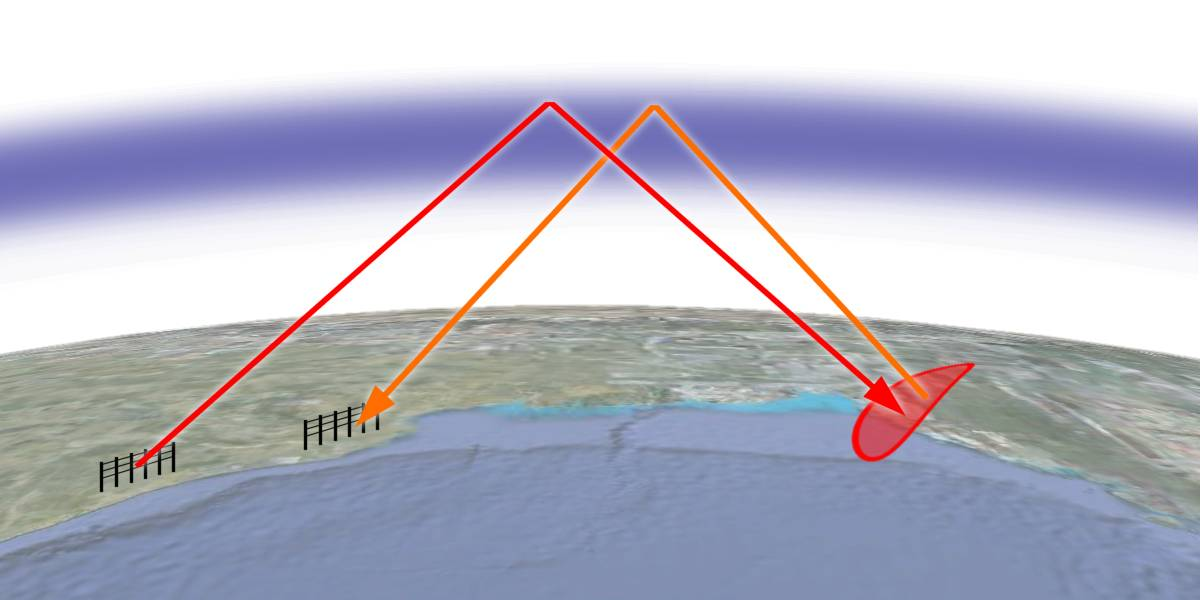
OTHレーダーの原理

一般に、航空機などを観測するレーダーの多くはマイクロ波と呼ばれる高い周波数の電波を利用し、反射波の時間から計測物との距離を算出している。しかしマイクロ波は可視光線に近い性質を示し、直進性が高い。そのため、構造物や山の裏側、さらには遠距離のため水平線・地平線下にある対象物を観測できない。
OTHレーダーは、短波帯の地表波や上空波（電離層反射波）を利用して水平線以遠の観測を行なうものである。電波を斜め上方に向けて発射すると、高空の電離層の反射により、再び電波は地上方向に戻ってくる。その地上に電波が戻ってくる地点は送信機から見て水平線以遠の遠距離の地点であり、その地域の航空機などを観測することができる。ただし、その精度は非常に低く、航空機の存在を確認できる程度である。また、近距離目標の観測はできないという短所がある。
OTHは周波数により、異なる電離層の反射地点の状態が弾道ミサイルの飛行による「電離層の乱れを探知する事」を目的とするのではないか、とも見られた。
受信機と送信機が近い場所にあるOTH-B（後方散乱方式, Over-the-horizon Backscatter）と受信機と送信機が何千キロメートルも離れた場所にあるOTH-F（前方散乱方式, Over-the-horizon Forwardscatter）などがある
かつて日本国内に設置されていたOTHレーダーは前方散乱方式(OTH-F)の「440L」の名である。これは、後方散乱方式（OTH-B）システムの「441A（Cobra Mist, AN/FPS-95）」と前身にあたる。在日米軍によって1968年（昭和43年）6月に所沢補給廠（埼玉県所沢市）、1972年（昭和47年）夏にキャンプ千歳（北海道千歳市）に設置されたほか、沖縄の泡瀬通信施設へ設置され、航空宇宙防衛軍（ADC）隷下の第14通信中隊によって運用された。このシステムはAN/FRT-80（送信機）とAN/FSQ-76（受信機）によって構成されており、AN/FRT-80は日本などアジア・極東地域、AN/FSQ-76はキプロス、イタリア、ドイツ、イギリスなどヨーロッパ地域に設置され運用された。運用に際して近隣地域へのTV受信障害が発生したこと、また、アメリカ軍側から設置についての通告を外務省が防衛庁に通知していなかった（アメリカ側が「実験的な設置」と説明したため、日米無線事前協議の対象にならないと省内で判断された）ことが大きな問題となったため、1975年（昭和50年）3月17日に運用停止が決定され、日本国内のOTH施設は全て撤去された。
このレーダーシステムは固定式の大型設備である。冷戦期の1960年代中頃に北海道千歳市のキャンプ千歳に米軍によると見られる地上高15メートル位の所にロンビック型大型空中線を十数個組み合わせた大施設（30本位の鉄塔）が作られ、アンテナの指向性はドイツ又はイギリス方面を向いており、周波数は3MHzから20MHz位の7-8波の内3-5波を時間帯により選定して送信していた。電波の波形はA3復調に依れば固定した100Hz位の強力なパルス又は三角波を0.01Hz位の正弦波で振幅変調を行った時のヴァーという音がゆっくりしたフェージングに出会ったような音をしていた。この施設は十数年使われた。1980年代後半には日本の自衛隊も、ソ連の爆撃機に対する早期警戒用に喜界島などに設置を検討したことがある。
強力なパルス状の電波を無差別的に発信するため、多くの放送局や業務無線、アマチュア無線局、短波放送などが迷惑を被った。このパルス状のノイズはキツツキが木をくちばしで叩く音の様である（「パタパタ」「カカカ…」と聞こえる）ため、ウッドペッカー・ノイズと呼ばれる。

## 主要システム

### アメリカ合衆国
AN/FPS-118 OTH-B
AN/FPS-118（Over-The-Horizon Backscatter, OTH-B）は、アメリカ空軍のOTHレーダー・システム。電離層反射波を利用するタイプで、送信機と受信機が別々に設置されたバイスタティック・レーダー・システムである。1970年代後半より、メイン州とオレゴン州に1セットずつが配備され、それぞれ、東海岸（大西洋）と西海岸（太平洋）上空を監視している。送信機の出力は1メガワットで、探知距離は800キロメートル (430 nmi)〜2,880キロメートル (1,560 nmi)とされている。本システムによる探知情報は、マイアミのアメリカ合衆国税関・国境警備局・沿岸警備隊C3Iセンター、キーウェストのJTF-4作戦センター、同市およびパナマ市のアメリカ南方軍指揮作戦センターに提供されている。
AN/TPS-71 ROTHR
AN/TPS-71 再配置可能OTHレーダー・システム（Relocatable Over-the-Horizon Radar, ROTHR）は、アメリカ海軍のOTHレーダー・システム。主に密輸・麻薬取引阻止のため、1990年代初頭よりテキサス州およびバージニア州に2セットが配置されており、またプエルトリコに3セット目が建設中である。探知距離は500キロメートル (270 nmi)〜1,600キロメートル (860 nmi)であり、カリブ海のほぼ全域、および太平洋の中米沿岸域を覆域に含んでいる。

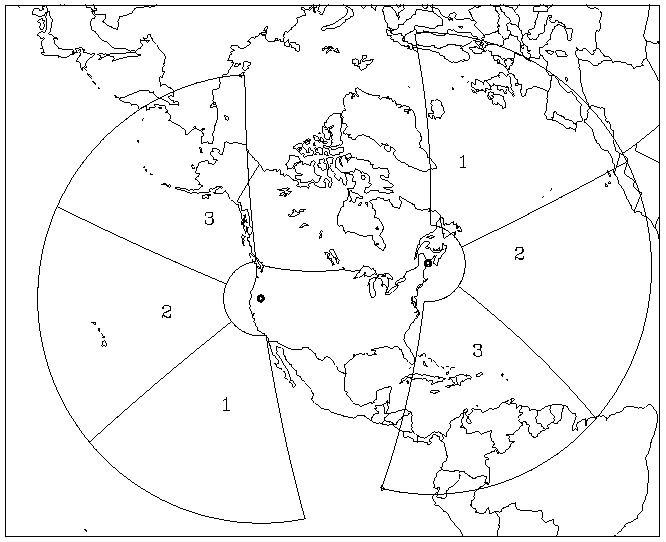
アメリカ空軍のOTH-Bシステム。
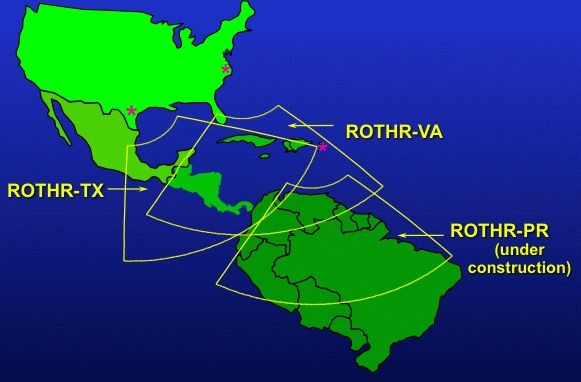
アメリカ海軍のROTHRシステム。

### ソビエト連邦 / ロシア連邦

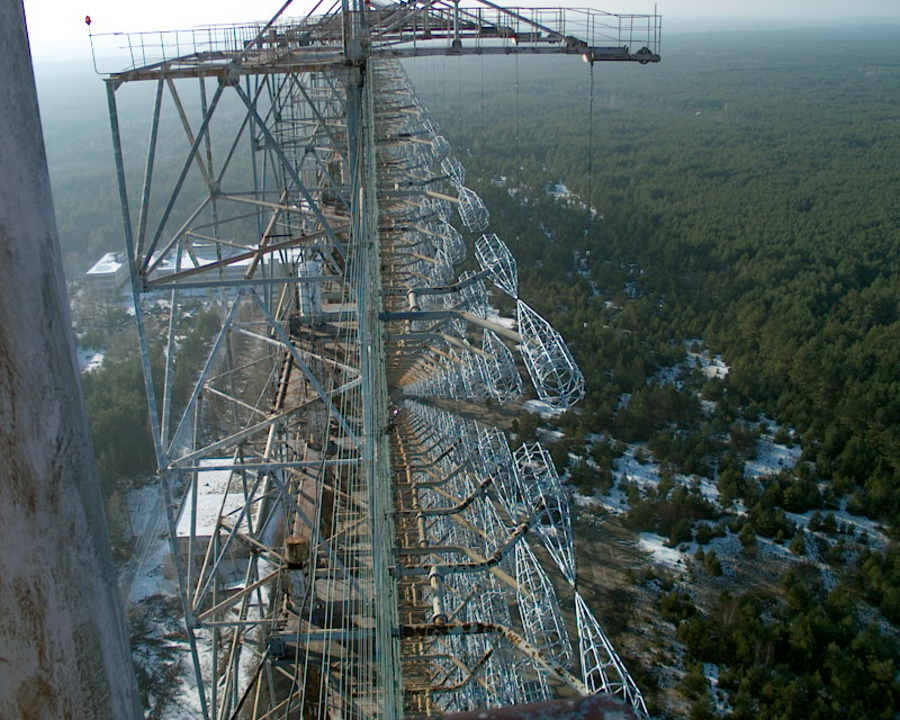
「スチール・ヤード」のレーダー・アンテナ。

ソビエト連邦は、1950年代初頭までにOTHレーダーの研究を行ない、最初の試作システムである「Veyer（NATOコードネーム「ハンド・ファン(Hand Fan)」）」が1949年に稼動した。続いて、実用型である「ドゥーガ2」がウクライナのムィコラーイウに設置され、1971年11月7日から稼動した。ドゥーガ2は、ソ連の東半分の空域をカバーし、大西洋や太平洋からノヴァヤゼムリャに向けて発射された潜水艦発射弾道ミサイルの発射試験で核弾頭を追跡し、大きく重宝された。
ドゥーガ2に続くOTHレーダーとして、チェルノブイリ近郊のゴーメルに建設された新型OTHレーダー「ドゥーガ3」（NATOコードネーム「スチール・ヤード(Steel Yard)」）が1976年から稼動した。「スチール・ヤード」は北アメリカ大陸の一部を含む北極海をカバーしており、独特のパルス電波による雑音が中波、短波に入ることがあったため、アマチュア無線の間では「ロシアン・ウッドペッカー」と呼ばれていた。1989年に閉鎖されたとみられ、チェルノブイリ立入禁止区域に入っているため放置されている。「スチール・ヤード」の2番目のシステムはシベリアに設置され、アラスカを含む北緯48度線以北の監視に使われている。
ソ連崩壊後はモルドヴィア共和国コビルキノに29B6コンテナレーダーが2013年に設置されており、カリーニングラードにも同様の施設が設置予定となっている。

### オーストラリア

ジンダリー作戦級レーダー・ネットワーク

オーストラリア空軍は、OTHレーダー・システムとして、ジンダリー作戦級レーダー・ネットワーク（Jindalee Operational Radar Network, JORN）を運用している。1950年代より研究に着手し、1970年7月より開発が開始された。計画は3段階に分けて進められており、ステージAは1974年4月から1979年2月にかけて行なわれた。ステージBはリアルタイム情報処理を実現するもので、1978年7月より開始され、1983年1月には最初の船舶探知、1984年2月には最初の航空機探知が達成されて、1997年までに3基のレーダー・サイトが稼働状態に入った。37,000 km2の覆域を有し、オーストラリア北方及び西方を監視している。探知距離は公称3,000キロメートル (1,600 nmi)だが、大気状態によっては朝鮮半島上空まで届くこともある。第4段階は断念されたものの、2004年2月、第5段階の着手が決定された。これは2014年までに運用に入っている。

### 中華人民共和国
中国は、1967年ごろよりOTHレーダーの開発に着手した。最初に配備されたものは上空波（電離層反射波）を使用するもの（Over-The-Horizon Backscatter, OTH-B）であり、1980年代より運用に入ったと考えられている。
2005年頃より、新しいシステムが開発されている徴候が現れ始めた。このシステムは、地表波を利用したもの（Surface Wave-OTH, SW-OTH）と考えられている。特徴としては旧来のOTHレーダーがパルス状の信号発信であったのに対して、この新型は周波数掃引を使っている点であり、掃引中心周波数/掃引周波数幅/掃引間隔を適宜変更し一定の対抗手段から回避可能としている様である。この新型は主に1.8MHz近辺の中短波帯で発信されており、掃引間隔が短いため「ヴァー」という連続音として聴取される。また、1.8MHz帯の高調波関係である3.6MHz、7.2MHz近辺の周波数に対してもスプリアスと思われる信号により、広範囲にわたって通信障害を発生させている。高調波関係に当たる周波数で受信した場合、掃引帯域が広がるため、例えば7MHz帯での聴取音は「ビー」という連続音となる。
この方式の場合、掃引間隔に同期または近い掃引信号に弱い可能性がある。
2007年4月下旬には、このシステムの実証実験とみられる活動が観測されている。レーダーサイトは浙江省沿岸部、瑞安市郊外にあると推測されており、送信機は北緯27度46分58.70秒・東経120度45分54.41秒、受信機は北緯27度45分26.88秒・東経120度45分04.98秒に設置されていると考えられている。
韓国KBSによると、中国は2017年、内モンゴル自治区に新たなOTHレーダーを設置したという。探知距離は3000kmで、韓国のTHAAD配備計画への対抗措置とみられる。

### 日本
日本では、情報通信研究機構が沖縄県与那国島でレーダー施設を設置して研究を続けきた。2024年、防衛施設庁は同機構の研究施設を受け継ぎ、2029年度以降の装備化を目指すことを発表した。

## その他
東西冷戦下、アマチュア無線家やBCLの間では「パタパタパタ…」という受信音から「ウッドペッカー(キツツキ)」というニックネームで呼ばれていた。アマチュア無線家が電信(CW)で、ウッドペッカーと同じ周波数で短点を送信してやると、アマチュア無線バンド外へ追い出すことが出来たというエピソードが残っている(本当に効いていたのかは不明である)。短波の放送バンドにも頻繁に出現し、旧ソ連邦からのジャミングとあいまって、BCLは混信に悩まされた。